# مارين فوينا
مارين فوينا هو لاعب كرة قدم روماني، ولد في 21 نوفمبر 1935 في  في رومانيا، وتوفي في 19 أبريل 2021 في بوخارست في رومانيا.

## وصلات خارجية
- مارين فوينا على موقع قاعدة بيانات كرة القدم.إي يو (الإنجليزية)
- مارين فوينا على موقع ناشيونال فوتبول تيمز (الإنجليزية)
- مارين فوينا على موقع عالم كرة القدم.نت (الإنجليزية)